# Oreopanax rosei
Oreopanax rosei är en araliaväxtart som beskrevs av Hermann Harms. Oreopanax rosei ingår i släktet Oreopanax och familjen Araliaceae. Inga underarter finns listade.